# جوئل اکوستا
جوئل اکوستا (انگلیسی: Joel Acosta؛ زادهٔ ۱۶ ژانویهٔ ۱۹۹۱) بازیکن فوتبال اهل آرژانتین است.
از باشگاه‌هایی که در آن بازی کرده‌است می‌توان به باشگاه فوتبال روبور سیه‌نا، باشگاه فوتبال بوکا جونیورز، و باشگاه فوتبال دلفینو پسکارا اشاره کرد.